# Clomipramina
La clomipramina (DCI), es un fármaco del grupo de los antidepresivos tricíclicos. Está indicado en el tratamiento de la depresión, fobias, crisis de angustia, síndromes obsesivos, enuresis nocturna y ciertos tipos de narcolepsia. Actúa inhibiendo la recaptación de los neurotransmisores norepinefrina y serotonina, lo que propicia la mejoría del paciente en un plazo de entre diez días y cuatro semanas. Su uso para el tramiento de perros que sufren ansiedad por separación está autorizado en diversos países. Fue desarrollado en la década de 1960 por los laboratorios Geigy, en la actualidad parte de Novartis.

## Historia
A mediados de la década de 1960 varios laboratorios farmacéuticos se disputaban el mercado de los fármacos antidepresivos. Geigy competía con la imipramina, una molécula que se había convertido en un éxito comercial en Europa y Estados Unidos. Preocupada por el futuro a pesar de las buenas perspectivas inmediatas, la compañía ordenó a su director médico en el Reino Unido, George Beaumont, que volviera a evaluar los 42 derivados iminodibencílicos desarrollados en la investigación que había dado con la imipramina en 1958.
Beaumont se fijó en los buenos resultados de uno de los derivados halogenados y tras una serie de pruebas, en 1966 se obtuvo la autorización para comercializar la clomipramina. Con el propósito de distinguir al fármaco del resto de antidepresivos del mercado, el director médico de Geigy analizó cuatro trabajos de investigación realizados en 1967 y 1968 que mencionaban las posibilidades de la clopramina en el tratamiento de pacientes con trastorno obsesivo-compulsivo.
Apoyado por Geigy, Beaumont viajó a Madrid acompañado de varios psiquiatras para conocer al autor de uno de estos artículos, Juan José López Ibor. Esta visita condujo a la realización de un ensayo clínico específico de la clopramina como tratamiento del trastorno obsesivo-compulsivo, lo que dio un nuevo impulso comercial al fármaco.
Con posterioridad, Beaumont recibió noticias de los efectos del fármaco en el control de la eyaculación. Tras realizar una serie de entrevistas, el director médico de Geigy organizó un ensayo clínico sobre el efecto del fármaco en la función sexual. Los resultados se presentaron en un simposio en 1973 y la noticia terminó filtrándose al periódico sensacionalista Daily Mirror. Los directivos de Geigy, que consideraban que la firma era una empresa familiar con valores de «contrastada decencia», cancelaron el programa de investigación.

## Descripción
En cuanto a su estructura, la clomipramina es un derivado de la dibenzoazepina a la que se le añade un átomo de cloro mediante una reacción de sustitución electrófila aromática. Como consecuencia, la densidad electrónica del anillo aromático disminuye. Esta es la única diferencia de la clomipramina respecto a la imipramina, fármaco del cual derivó, y en ella radican sus peculiaridades farmacológicas.
Una síntesis en dos pasos parte de 3-cloro-10,11-dihidro-5H-dibenzo[b,f]azepina como sustrato que se desprotona en presencia de amina de sodio y luego se hace reaccionar con 3-Dimetilaminopropilcloruro.
Una síntesis en tres pasos utiliza la dibenzoazepina como compuesto de partida que ataca al fosgeno para obtener un carbamoilcloruro. En un segundo paso, el 3-dimetilamino-1-propanol permite obtener un carbamato que se descarboxila espontáneamente a una temperatura entre 160 °C y 210 °C.

## Farmacocinética

### Vías de administración
La clomipramina puede administrarse por vía oral, intramuscular o intravenosa. Solamente se recurrirá a las dos últimas vías al comienzo del tratamiento cuando sea imposible fijar un régimen oral. En caso de que el paciente presente hipocalemia, esta afección debe ser tratada antes de sumistrar la nueva medicación.

### Absorción
El fármaco se absorbe adecuadamente por vía oral sin verse afectado por los alimentos. A pesar de ello, la biodisponibilidad por esta vía es aproximadamente de un 50% debido al efecto del metabolismo de primer paso realizado en el hígado. Las concentraciones plasmáticas máximas se alcanzan entre 2 y 6 horas después de la administración oral de una dosis única de 50 mg. Existen, sin embargo, grandes variaciones interindividuales en las concentraciones plasmáticas que en parte se deben a las diferencias genéticas en el metabolismo de la clomipramina. En promedio, las concentraciones plasmáticas del estado estacionario se alcanzan de 1 a 2 semanas después de la administración oral de dosis múltiples. Fumar parece reducir la concentración plasmática del estado estacionario de la clomipramina, pero no su metabolito activo desmetilclomipramina.

### Distribución
La clomipramina presenta un grado de unión a proteínas plasmáticas muy alto, de alrededor del 97-98%. Se une principalmente a la albúmina y también probablemente a la α1 glicoproteína ácida. Su principal metabolito, la desmetilclomipramina, también presenta un grado de unión a proteínas plasmáticas muy alto. El volumen de distribución medio del fármaco es de 17L/Kg pero puede variar desde los 9 a los 25 L/Kg dependiendo del individuo.

### Metabolismo y metabolitos
La clomipramina se metaboliza principalmente en el hígado. El metabolito activo principal es desmetilclomipramina, que se origina por N-desmetilación de la clomipramina a través de los citocromos P450 2C19, 3A4 y 1A2. También son corrientes otros metabolitos como 8-hidroxiclomipramina, 2-hidroxiclomipramina, N-óxido de clomipramina y sus respectivos conjugados glucurónidos. El metabolito principal, la desmetilclomipramina se metaboliza a 8-hidroxidesmetilclomipramina o a didesmetilclomipramina, formados por 8-hidroxilación y N-desmetilación respectivamente. La 8-hidroxiclomipramina y la 8-hidroxidesmetilclomipramina son farmacológicamente activas, pero su contribución clínica sigue siendo desconocida.

### Excreción
La semivida de eliminación de la clomipramina tras administrar una dosis única de 150 mg por vía oral es de 32 horas, pudiendo variar esta cifra en un amplio rango que abarca desde las 19 hasta las 37 horas. La desmetilclomipramina presenta resultados notablemente mayores, siendo su semivida de 69 horas, alcanzando límites que varían entre las 54 y 77 horas. La vida media de eliminación puede variar de forma sustancial según la dosis, probablemente debido a la saturación del metabolismo enzimático.

## Farmacodinámica
En un principio se pensó que los antidepresivos tricíclicos actuaban exclusivamente mediante la inhibición de la recaptación de los neurotransmisores norepinefrina y serotonina. Contra a esta idea se objetó que tal mecanismo de actuación debería provocar algunos efectos inmediatos y, sin embargo, el estado de ánimo de los pacientes tardaba alrededor de dos semanas en comenzar a mejorar. 
En la actualidad se cree que uno de los cambios fundamentales consiste en un aumento de la sensibilidad de los receptores situados en la corteza cerebral y el hipocampo, una región del sistema límbico que regula las emociones. Los receptores presinapticos α1 y β1 se sensibilizan, mientras que los receptores α2 no experimentan alteraciones, lo que conduce a un aumento en la producción de norepinefrina.
Los tricíclicos son también conocidos como analgésicos efectivos para ciertos tipos de dolor como el dolor neuropático.

### Mecanismo de Acción
La clomipramina es un potente inhibidor de la recaptación de serotonina, pero no es selectivo, ya que su principal metabolito activo, la desmeticlomipramina, actúa preferentemente inhibiendo la recaptación de noradrenalina. En concreto, se ha podido observar el bloqueo de los receptores α1 y la modulación negativa de los receptores β, lo cual es probable que desempeñe un papel en los efectos a corto plazo del fármaco. La acción sobre la recaptación de serotonina es, en cualquier caso, notablemente más fuerte que la ejercida sobre la recaptación de noradrenalina. Al igual que ocurre con otros tricíclicos, un bloqueo de los canales de sodio y de los receptores NMDA podría explicar su efecto analgésico en cuadros de dolor crónico, sobre todo de tipo neuropático.

### Interacciones
La clomipramina tarda varias semanas en alcanzar los niveles plasmáticos óptimos, por lo que muchas de las posibles interacciones con otros fármacos pueden no manifestarse de forma inmediata. En la siguiente tabla se muestran las interacciones farmacodinámicas más importantes:
| Interacciones farmacodinámicas de la clomipramina               | |
| Fármaco                                                         | Resultados de la interacción |
| • Anticolinérgicos                                              | Posible potenciación de la acción y la toxicidad por adición en fármacos como fenotiazina, agentes antiparkinsonianos, antihistamínicos, atropina o biperideno.                  |
| • Antiepilépticos                                               | Los antidepresivos tricíclicos reducen el umbral convulsivo. |
| • Cisaprida                                                     | Mayor riesgo de cardiotoxicidad y arritmias. |
| • Diazepam                                                      | En administración conjunta con otros antidepresivos tricíclicos, se ha registrado deterioro de la alerta mental por posible adición de sus efectos sedantes.                     |
| • Hipokalemiantes                                               | Existe riesgo de prolongación del intervalo QT y aparición de torsades de pointes. Deben extremarse las precauciones, monitorizando los niveles plasmáticos de potasio.          |
| • Inhibidores de la monoaminooxidasa                            | Posible efecto sinérgico sobre la concentración sináptica de serotonina. Evitar su administración simultánea y en las dos semanas posteriores a la finalización del tratamiento. |
| • Inhibidores Selectivos de la Recaptación de Serotonina (ISRS) | Presentan efecto sinérgico y aumenta el riesgo de padecer síndrome serotoninérgico.                                                                                              |
| • Levodopa                                                      | Posible adición de efectos sobre los niveles de neurotransmisores vasopresores.                                                                                                  |
| • Linezolid                                                     | Riesgo de aparición de síndrome serotoninérgico. Se recomienda evitar la asociación.                                                                                             |
| • Litio                                                         | Presentan efecto sinérgico. Posible riesgo de padecer síndrome serotoninérgico.                                                                                                  |
| • Neurolépticos                                                 | El uso conjunto aumenta el riesgo de padecer convulsiones. |
| • Simpaticomiméticos                                            | La administración conjunta incrementa el efecto simpaticomimético. |

La clomipramina se metaboliza principalmente por vía hepática mediante la acción de los citocromos P450 2C19, 3A4 y 1A2. Otros fármacos que utilizan las mismas rutas de metabolización pueden provocar incrementos o reducciones de sus niveles plasmáticos. Es posible que se produzcan también inhibiciones de los mecanismos de transporte de otros fármacos. En siguiente tabla se muestran las interacciones farmacocinéticas más importantes:
| Interacciones farmacocinéticas de la clomipramina               | |
| Fármaco                                                         | Resultados de la interacción |
| • Antihipertensivos                                             | Posible disminución del efecto antihipertensivo por inhibición de sus mecanismos de transporte.                                                                  |
| • Antipsicóticos                                                | Posible incremento de los efectos de la clomipramina por inhibición de su metabolismo hepático.                                                                  |
| • Baclofeno                                                     | Se ha registrado un aumento del efecto y la toxicidad de baclofeno, con riesgo de atonía e incapacidad motriz, al administrarse conjuntamente con amitriptilina. |
| • Barbitúricos                                                  | El metabolismo de la clomipramina puede incrementarse. Se recomienda monitorización.                                                                             |
| • Carbamazepina                                                 | Posible disminución de los niveles plasmáticos de clomipramina por inducción de su metabolismo hepático.                                                         |
| • Cimetidina                                                    | Posible aumento de la concentración y los efectos de la clomipramina al reducir su metabolismo. Se recomienda monitorización.                                    |
| • Enalapril                                                     | Potencia la toxicidad de la clomipramina, posiblemente por inhibición de su metabolismo hepático.                                                                |
| • Estrógenos                                                    | Aumentan los niveles plasmáticos de clomipramina por inhibición de su metabolismo hepático.                                                                      |
| • Inhibidores Selectivos de la Recaptación de Serotonina (ISRS) | Pueden incrementar las concentraciones plasmáticas de la clomipramina al reducir su metabolismo.                                                                 |
| • Morfina                                                       | Aumento de los niveles plasmáticos de morfina y potenciación de su efecto.                                                                                       |
| • Valproato                                                     | Incremento de los niveles plasmáticos de clomipramina por inhibición de su metabolismo hepático.                                                                 |

Además de las interacciones con otros fármacos, se han registrado interacciones con el zumo de pomelo, que provoca un aumento de los niveles de clomipramina por inhibición de su metabolismo hepático. La administración conjunta con alcohol etílico potencia una mayor alteración psicomotora. Los hidrocarburos aromáticos policíclicos presentes en el humo del tabaco pueden inducir el metabolismo hepático de la clomipramina, aunque la importancia clínica de esta interacción se considera de poca importancia.

## Uso clínico

### Indicaciones
La clomipramina está indicada para el tratamiento de las siguientes patologías:
- Depresión de cualquier etiología, sintomatología y gravedad.
- Trastorno obsesivo-compulsivo.
- Fobias.
- Crisis de angustia (ataque de pánico).
- Síndrome de narcolepsia con crisis de cataplejía.

En niños mayores de cinco años está indicado para:
- Trastorno obsesivo-compulsivo.
- Enuresis nocturna (sólo a partir de 5 años y tras excluir la posibilidad de causas orgánicas).

Al comenzar el tratamiento de la enuresis nocturna en niños y adolescentes con clomipramina, deberá evaluarse cuidadosamente los posibles riesgos y beneficios para el paciente. Es necesario considerar posibles terapias alternativas. No se dispone de experiencia en niños menores de 5 años. El uso de clomipramina en niños y adolescentes de hasta 17 años de edad bajo cualquier otra indicación no está recomendado.
La dosificación debe determinarse individualmente para adaptarla al cuadro clínico de cada paciente. En principio se intentará obtener un efecto óptimo con la dosis más baja posible. En caso de que resulte necesario incrementarla, se tendrá particular cuidado en el tratamiento de ancianos y jóvenes adolescentes, ya que en general reaccionan más intensamente a la clomipramina. La Dosis Diaria Definida está establecida en 100 mg tanto por vía oral como parenteral.

### Efectos Adversos
Las reacciones adversas (RAM) provocadas por la clomipramina son en general frecuentes y moderadamente importantes, pudiendo llegar a ser graves en algunos casos. Estos efectos indeseados, en la mayoría de las ocasiones, son consecuencia de un incremento de la acción farmacológica y afectan sobre todo al sistema nervioso central y periférico. A continuación se detallan las reacciones adversas más importantes. Para su evaluación deben tenerse en cuenta los criterios de la CIOSM.
| Reacciones adversas a clomipramina |                 | |
| Sistema implicado                  | Grupo CIOSM     | Tipo de reacción |
| Sistema nervioso                   | Frecuentes      | Sedación, efectos anticolinérgicos como sequedad de boca, estreñimiento que en ocasiones puede derivar en íleo paralítico, retención urinaria, visión borrosa, trastornos de la acomodación, glaucoma e hipertermia. Aumento de peso (18% de los pacientes), fallo en la eyaculación y disfunción eréctil. |
| Sistema nervioso                   | Poco frecuentes | Somnolencia, hipotensión ortostática, taquicardia sobre todo en ancianos, arritmia cardiaca, bradicardia, cambios en el electrocardiograma con prolongación de los intervalos QT y QRS. |
| Sistema nervioso                   | Raras           | Confusión especialmente en ancianos, reducción de la concentración, alucinaciones, pesadillas, manía, parestesia, cefalea, neuropatía periférica, ataxia, temblor, convulsiones, tinnitus y disartria. |
| Sangre y sistema linfático         | Poco frecuentes | Leucopenia, agranulocitosis, ictericia colestática. |
| Piel y tejido subcutáneo           | Poco frecuentes | Exantema. |
| Aparato digestivo                  | Raras           | Inflamación de la mucosa bucal, náuseas, vómitos y alteraciones del gusto con intensificación de los sabores agrios o metálicos. |
| Otros                              | Raras           | Fotosensibilidad, conjuntivitis, anisocoria, mialgia, galactorrea y pérdidas menstruales. |

Existen investigaciones realizadas en niños y adolescentes con depresión y otros problemas psiquiátricos que documentan un aumento de los pensamientos y comportamientos suicidas. En pacientes adultos, deberá considerarse la modificación o la interrupción del tratamiento ante cualquier indicio de un empeoramiento del estado clínico, del comportamiento suicida o de otros síntomas psiquiátricos. Esta advertencia debe tomarse en especial consideración durante las primeras semanas de tratamiento, cuando se modifica la dosis o si los cambios son bruscos o no corresponden a los síntomas que el paciente presentaba con anterioridad.
- (Incluye descripción de sobredosis y su tratamiento).
- (Incluye descripción de efectos teratogénicos o cancerígenos).

### Contraindicaciones
La clomipramina está contraindicada en pacientes con alergia conocida a otros antidepresivos tricíclicos. No debe utilizarse en combinación con inhibidores de la monoaminooxidasa, tanto inespecíficos como selectivos, ni en los 14 días anteriores o posteriores al tratamiento con algún fármaco de este grupo. Tampoco debe administrarse en pacientes con síndrome del QT largo congénito ni en aquellos que han sufrido recientemente un episodio de infarto, pues existe riesgo de que se produzca un bloqueo cardiaco. En casos de trastorno bipolar, puede acelerar la aparición de una fase hipomaniaca o maniaca e inducir un ciclo reversible y rápido entre la manía y la depresión.
- (Incluye descripción de su uso en embarazo y lactancia).

### Presentaciones
Por sus propiedades fisicoquímicas y requisitos de conservación, entre los excipientes habituales están:[¿cuál?]

## Uso veterinario
La clomipramina está autorizada para el tramiento de perros que sufren ansiedad por separación en la Unión Europea, Estados Unidos y otros países. Ha demostrado ser útil reduciendo los signos de defecación, micción y destrucción del entorno en perros tratados con dosis de 1 a 2 mg por kg de peso administradas por vía oral cada doce horas. Sin embargo, no se han detectado diferencias estadísticamente significativas en los signos de vocalización tales como ladridos o sollozos con respecto al grupo de perros tratados con un placebo. El fármaco también ha sido utilizado para tratar trastornos de ansiedad, fobias, comportamientos obsesivo-compulsivos y otras patologías tanto en perros como en otros animales.[cita requerida] Estos usos pueden estar autorizados o no dependiendo de cada país.

## Efectos secundarios
La clomipramina puede provocar orgasmos en pacientes de ambos sexos cuando bostezan. Esta reacción secundaria es infrecuente, mientras que los efectos que podrían considerarse contrarios como impotencia o retraso de la eyaculación son más habituales. A pesar de ello, el fenómeno ha despertado un considerable interés en los medios de comunicación desde que un grupo de discusión en internet especializado en leyendas urbanas recuperara el hallazgo doce años después de su publicación.